# آرتور نیوئل استرالر
آرتور نیوئل استرالر (به انگلیسی: Arthur Newell Strahler) استاد علوم زمین دانشگاه کلمبیا (۲۰۰۲-۱۹۱۸) بود که در سال ۱۹۵۲ سیستم رتبه‌بندی استرالر را برای طبقه‌بندی آبراهه‌ها و رودخانه‌ها بر اساس قدرت شاخه‌های فرعی آن‌ها ارائه نمود. او در یک رتبه‌بندی دقیق، روشی را برای رتبه‌بندی شاخه رودها به‌کار گرفت که بر اساس آن در یک سیستم زهکشی حوضه آبریز، آبراهه اصلی از ترکیب رده‌های اول، دوم، سوم و رده‌های بعدی تشکیل می‌شود. تمامی رده‌های آبراهه‌ای همراه با یک پیوستگی خاص و دقیق در شکل‌گیری سیستم زهکشی آن حوضه دخیل هستند. در این روش، شاخه رودهای کوچک می‌تواند در سرنوشت رتبه یا زهکش اصلی که آب‌ها را از منطقه خارج می‌کند مؤثر باشد.
آرتور استرالر تا حد زیادی عامل تغییر دیدگاه‌ها و مطالعات ژئومورفولوژی از کیفی به کمّی بود.

دیاگرام سیستم رتبه‌بندی استرالر